# Theodor Nitschke
Theodor Rudolf Joseph Nitschke (* 3. April 1834 in Breslau; † 30. August 1883 in Münster) war ein deutscher Botaniker.
Sein botanisches Autorenkürzel lautet „Nitschke“.

## Leben
Nitschkes Vater war Waagemann von Beruf, er selbst besuchte das Matthias-Gymnasium in Breslau und studierte anschließend von 1855 bis 1858 katholische Theologie, Philosophie und Naturwissenschaften in Breslau. Während seines Studiums gründete er die katholische Studentenverbindung „Winfridia“ mit, ebenso den Cartellverband der deutschen katholischen Studentenverbindungen (CV). 1858 wurde Nitschke in Breslau promoviert, 1860 in Münster habilitiert. Dort wirkte er dann bis 1867 als Privatdozent, ab 1867 als außerordentlicher und ab 1875 als ordentlicher Professor der Botanik. 1878/79 war er Dekan der Philosophischen Fakultät, 1880/81 Rektor der Universität.

## Schriften
- Commentatio anatomico-physiologica de Droserae rotundifoliae [L.] irritabilitate. Bd. 1, Graß & Barth, Breslau 1858 (Breslau, Univ., Phil. Diss.).
- Pyrenomycetes germanici: Die Kernpilze Deutschlands. Bd. 1, Trewendt, Breslau 1870.